# Chewelah
Chewelah és una població dels Estats Units a l'estat de Washington. Segons el cens del 2000 tenia 2.186 habitants.

## Demografia
Segons el cens del 2000, Chewelah tenia 2.186 habitants, 911 habitatges, i 562 famílies. La densitat de població era de 287,1 habitants per km².
Dels 911 habitatges en un 29,9% hi vivien nens de menys de 18 anys, en un 46,9% hi vivien parelles casades, en un 11% dones solteres, i en un 38,3% no eren unitats familiars. En el 33,4% dels habitatges hi vivien persones soles el 18,6% de les quals corresponia a persones de 65 anys o més que vivien soles. El nombre mitjà de persones vivint en cada habitatge era de 2,32 i el nombre mitjà de persones que vivien en cada família era de 2,98.
Per edats la població es repartia de la següent manera: un 26,5% tenia menys de 18 anys, un 6% entre 18 i 24, un 23,1% entre 25 i 44, un 22,3% de 45 a 60 i un 22% 65 anys o més.
L'edat mediana era de 42 anys. Per cada 100 dones de 18 o més anys hi havia 82 homes.
La renda mediana per habitatge era de 25.238 $ i la renda mediana per família de 33.750 $. Els homes tenien una renda mediana de 36.065 $ mentre que les dones 18.938 $. La renda per capita de la població era de 13.843 $. Aproximadament el 13,9% de les famílies i el 18,3% de la població estaven per davall del llindar de pobresa.

## Poblacions més properes
El següent diagrama mostra les poblacions més properes.